# Berovo
Berovo é uma cidade localizada na Macedônia do Norte, sendo também o nome homônimo do município onde a sede municipal está situada. De acordo com o último censo nacional macedônio realizado em 2002, o município tinha 7 002 habitantes.